# 断虹桥
断虹桥，位于紫禁城熙和门外、武英殿以东，是一座极其精美的石拱桥。

## 简介
断虹桥位于熙和门外、武英殿以东。断虹桥的“断虹”之名为俗称，明朝及清朝未见记载。 该桥为单拱石券，横跨在内金水河上。断虹桥为南北向，长18.7米，最宽处达到9.20米。桥面铺砌着汉白玉巨石，桥面两侧的石栏板上雕有穿花龙纹图案，望柱上雕有神态各异的石狮。断虹桥的建造年代尚无定论，有的认为建于明朝初年，有的认为建于元朝。该桥用料考究、装饰华丽、雕刻精美，在紫禁城内各桥之中堪称魁首。
断虹桥以北，古槐成林，素有“十八棵槐”的说法，是紫禁城内独具特色的一景，也是紫禁城内知名的古树群。现存的槐树已经不足十八棵，但原有风貌仍然可见。相传这些槐树种植于元朝。
断虹桥以北区域以前一直不对外开放。2016年9月29日，故宫博物院正式新开放断虹桥至慈宁宫区域，将两处之间的南北向通道打开。观众可从断虹桥向北，经过十八槐，到达故宫文化资产数字化应用研究所，该研究所的VR演播厅面向有组织的学生团体预约观看该研究所制作的关于故宫博物院的虚拟现实节目。随后从研究所再向北，到达辟为观众服务区的故宫冰窖，从冰窖向北可到慈宁宫与隆宗门之间的小广场。

## 延伸阅读
- 姜舜源，故宫断虹桥为元代周桥考，禁城营缮纪1992年12月
- 郑连章，紫禁城里断虹桥，紫禁城1980年4期